# ألفي ستوكس
ألفي ستوكس (بالإنجليزية: Alfie Stokes)‏ هو لاعب كرة قدم بريطاني في مركز الهجوم، ولد في 3 أكتوبر 1932 في حي هكني في لندن في المملكة المتحدة، وتوفي في 30 مارس 2002 في وورثينغ ‏ في المملكة المتحدة. لعب مع توتنهام هوتسبير ونادي فولهام ونادي كامبريدج ستي ونادي واتفورد.